# Ramona Kapheim
Ramona Kapheim, född den 8 januari 1958 i Strasburg i Tyskland, är en östtysk roddare.
Hon tog OS-guld i fyra med styrman i samband med de olympiska roddtävlingarna 1980 i Moskva.